# 马伦戈 (爱荷华州)
马伦戈（Marengo）是美国艾奥瓦州爱阿华县的城市和县城。自1845年8月以来，它已经担任县城，尽管直到1859年7月才建市。在2010年美国人口普查中，人口为2,528人，比2000年的2,535人少。